# Juan Pablo Cifuentes
Juan Pablo Cifuentes es un futbolista panameño que juega en la demarcación de Volante ofensivo, su equipo actual es el Club Atlético Platense de la Primera B Metropolitana del fútbol argentino. 

## Trayectoria
Cifuentes ha realizado su carrera futbolística en el Alianza Fútbol Club de Panamá. Disputó un total de 57 partidos jugados entre los años 2012 y 2014, donde habría marcado un gol, recibido 6 amonestaciones y 1 expulsión.
En julio del 2014 llega al Club Atlético Platense tras ser probado por el cuerpo técnico para afrontar la nueva temporada de la Primera B Metropolitana.

## Clubes
| Club                | País      | Año         |
| ------------------- | --------- | ----------- |
| Alianza Fútbol Club | Panamá    | 2012 - 2014 |
| Platense            | Argentina | 2014 -      |